# 36 M. Vécsey kézigránát
A 36 M. (Vécsey) kézigránát egy Magyarország által kifejlesztett és gyártott gyalogsági kézigránát volt, melyet a második világháború alatt használtak.

## Előzmények
A 20-as években a honvédség az első világháborús időzítő gyújtós kézigránátokkal , illetve azok továbbfejlesztett változataival volt felszerelve, amelyek azonban lassan megértek a leváltásra.
1931-ben ezek helyett a kisméretű, nyél nélküli, újszerű csapódó gyújtóval felszerelt 31 M. Wesiczky kézigránátot rendszeresítette a honvédség. A 31 M. gránátokkal azonban sok volt a probléma, ami végül új típusok, a Vécsey Zoltán százados által tervezett 36 M. és a 37 M. (Demeter) kézigránátok bevezetését tette szükségessé. Az új gránátokat 1937-ben rendszeresítette és 1938-ban vetette csapatpróbák alá a honvédség, de mellettük a még meglévő 31 M. kézigránátokat is megtartották.
Hogy megalapozott szakmai, vagy egyszerűen csak az egyik felet sem háttérbe szorítani kívánó salamoni döntést hozott-e a bizottság, amikor az egyaránt csapódó gyújtós Vécsey és Demeter kézigránátokat együtt rendszeresítette, az talán sohasem derül ki, mindenesetre a honvédség szükségletének kielégítésére mindkét típusból rendelt, mégpedig fele-fele arányban. A fennmaradt nagyszámú Vécsey kézigránát mellett azonban ma a Demeter ritkaságnak számít, ami legalábbis arra utal, hogy a későbbi megrendeléseket már a vegyi gyújtású 37 M. nehezebb raktározhatósága miatti hátrányának ismeretében adták ki.
Főként a külföldi szakirodalomban szokás párhuzamba állítani a 36 M.-et a hasonló megjelenésű olasz típusokkal, pl. a Mod. 35 kézigránáttal, azt sugallva, hogy a magyar gránát olasz előzményekkel bírna. Valóban felfedezhetők hasonlóságok, de ezek inkább csak a tervezést befolyásoló hasonló kívánalmakból kifolyólag lehetnek, ami nem meglepő, hiszen akkoriban Magyarország és Olaszország között szoros fegyverzetfejlesztési együttműködés zajlott főként a tüzérség és a lőszerek vonatkozásában, ami hatással volt a fegyverekkel szembeni elvárások alakulására is. Ha megvizsgáljuk ezen típusok szerkezetét és működési elvét, világossá válik, hogy Vécsey százados önállóan dolgozott kézigránátjának megtervezésekor.

## 36 M. éles kézigránát
A szállító biztosíték kihúzása és a dobóbiztosíték repülés közbeni leválása után a kézigránátot a becsapódáskor egy csapódó gyújtó robbantja fel. Nagy hátránya hogy kézben nem élesíthető, ezért harcjárművek elleni- illetve helységharcra kevésbé alkalmas, a földet éréskor azonnal robbanó gránátot ugyanakkor az ellenség nem dobhatja vissza. A csapódó gyújtó miatt hóba vagy laza talajra esve nem mindig robban fel.

### Leírása
A két félből álló, egymáshoz csavarmenettel csatlakozó acéllemez burkolatot felül a dobóbiztosíték zárja le, amelyet a használatig az acélhuzalból készült és bőr kioldónyelvvel ellátott U alakú szállító biztosíték rögzít. Belül egy külön, ugyancsak két részből álló szelence tartalmazza a robbanóanyagot és a gyújtószerkezetet, melynek ütőszegét a levegőben történő leválásáig a dobóbiztosíték menetes biztosító orsója nyomja félre a csappantyútól.
A burkolat alsó részén egy bordát, fenék- és vállrészén pedig ferde felületeket képeztek ki. Előbbi a vékony acéllemez burok merevítésére szolgál, utóbbiaknak azonban a működésben van fontos szerepük. Az alul lévő csonkakúp alakú bemélyedés a belső szelencéket tartja középen, azok és a burkolat között ugyanis üres tér van. Felül a nyakrészen egy horony rögzíti a szállító biztosítékot, középen pedig egy kör keresztmetszetű nyílás található a dobóbiztosíték orsófészkének befogadására.
A dobóbiztosíték belsejében papírtömítés található, amely a nedvességnek e nyíláson való beszivárgását hivatott meggátolni. Ez olyan jól működik, hogy a 60 év után a földből előkerülő kézigránátok belső szerkezete sok esetben teljesen épnek bizonyul.
Maga a dobóbiztosíték egy kalap formájú sajtolt acéllemez alkatrész, amelynek belsejében egy külön darab foglalja magába a biztosító orsót. A belső részt egy keskeny horony rögzíti a külsőhöz, ami a kalap felső éle mentén kívülről is látható. Az orsó oly módon van befogva, hogy a saját súlyától is könnyedén kipörög a fészkéből, de mivel nem végig menetes, ki nem eshet.
A dobóbiztosíték külső oldalán a szállító biztosíték vezetésére szolgáló nyílások láthatóak, valamint két fül, amelyek a bőr kioldónyelvet rögzítik a szállítás során. Felső felületén koncentrikusan elrendezett kiemelkedések találhatóak, amelyek a működéshez elengedhetetlenül szükséges forgás megindításához adnak biztos támaszt a dobást végző katona mutatóujjának. Egyes gránátokon ez a támasz bordázott és az ujjnak jobb felfekvést biztosít. Ezen a gránátok burkolatának felső része is más formájú, így a kétféle típus dobóbiztosítékát nem lehet felcserélni.
Ugyanezt a megoldást láthatjuk a magyar licenc alapján Svájcban gyártott O. H-G. 40 kézigránát esetében is, ami ahhoz a (főleg külföldön elterjedt) téves nézethez vezetett, hogy az ujjtámaszos kézigránát a svájci modellel lenne azonos. Ez a vélekedés azonban a nagyszámú Magyarországon előkerült, különböző magyar gyártókóddal ellátott ilyen gránát ismeretében nem tartható. Jóval valószínűbb, hogy ez az eltérés Magyarországon alakult ki valamikor a licenc eladása előtt, és a később gyártott magyar kézigránátok már eszerint készültek.
A külső burokban találjuk a belső szelencéket. Ezek közül a felső tartalmazza az ütőszeget magába foglaló gyújtóhüvelyt, amely körül a maradék helyet trotil tölti ki. Felső nyílása a biztosító orsó bevezetésére szolgál, illetve vakretesz helyzetben az ütőszeg felső nyúlványa is itt bukkan elő, és a nyílás peremébe kapaszkodva megakadályozza az ütőszegnek a csappantyúba való mélyedését. Az alsó, szélesebb nyílás az ütőszeg és a rézlemezből sajtolt vakreteszemelő mozgását biztosítja a működés során.
Az alsó szelence tartalmazza a trotil robbanótöltet másik, nagyobbik részét. Felső pereméhez csavarmenettel csatlakozik a több feladatot is ellátó vezetőcsésze, amely egyrészt magába foglalja és működés közben megvezeti a felső szelencét, másrészt helyet ad a csappantyúnak és a gyutacsnak. A csappantyú csavarmenettel van rögzítve a vezetőcsésze belsejébe nyúló fészkébe, míg a gyutacsot egy külön gyutacstartó sisak tartalmazza, amelyet három fül tart a csésze alján, és amelyet kissé balra elfordítva könnyedén le lehet választani a helyéről. A vezetőcsésze felső élének közelében három kivágást találunk, amelyeken át a csészére kívülről illesztett gyűrű alakú vezetőrugó körmei a felső szelencét fogják. Ezt a vezetőrugót a későbbiekben elhagyták, a svájci modellről is hiányzik.
Az alsó szelence fenékrészén ugyanolyan bemélyedést találunk, mint a külső burkolat alján, a belső részt alulról ez, felülről a felső szelence ferdén kiképzett és szintén a burkolat formájához idomuló vállrésze tartja a központosan a dobóbiztosíték leválása után, amikor a szelencék kissé eltávolodnak egymástól. Ezt megelőzően a szelencéket felül a menetes orsó rögzíti.

### Festése
A vegyileg feketére színezett (barnított) burkolaton három körbefutó festett piros csík különbözteti meg a gyakorló kézigránáttól.

### Szállítása
50 darab élesre szerelt kézigránát egy 36 M. kézigránát ládában, amelynek tömege 18,3 kilogramm. A vasalt faláda belsejében a gránátok ólommal leforrasztott vízálló ónburkolatban vannak elhelyezve, 5×10-es elrendezésben. A táborizöld vagy festetlen láda fedelén piros „50 drb 36 M. élesreszerelt kgr”, hosszabbik oldalán „Robbanó” felirat áll, ezen kívül a gyártásra és szerelésre utaló jelzések is olvashatók rajta. A fedél belső oldalán esetenként a láda gyártójának jelzése, valamint az átvétel és a csomagolás helyét és dátumát jelző bélyegzések találhatók.

## 36 M. gyakorló (csappantyús) kézigránát
Az élesítés és a helyes dobás gyakorlására szolgáló, robbanótöltetet nem, csupán csappantyút tartalmazó, de egyébként az éles kézigránáttal csaknem teljesen megegyező szerkezetű kiképzőeszköz, amelyben a robbanóanyagot azzal megegyező tömegű ártalmatlan töltet helyettesíti. Az egyetlen szerkezeti eltérés az, hogy a gyakorló kézigránátok felső szelencéit nem rögzíti vezetőrugó.
Az éles gránáttól a három kék csík különbözteti meg, az 50 darab gránátot befogadó ládáját pedig a kék felirat.
Ahogyan az éles kézigránátnál, úgy a későbbi gyártású gyakorló és oktató kézigránátoknál is megfigyelhető az ujjtámaszos dobóbiztosíték és a vezetőrugó hiánya.

## 36 M. oktató kézigránát
A célbadobás gyakorlására szolgáló kiképzőeszköz, amelyben a belső szelencéket egy azokkal megegyező méretű és tömegű, ólommal súlyra kalibrált esztergált fabetét helyettesíti.
Az éles gránáttól a három sárga csík különbözteti meg.
Az oktató kézigránátnak ismeretes egy teljes egészében fából esztergált, kihúzható szállító biztosítékkal ellátott változata is.

## Előkészítése és működése
A 36 M. kézigránátok teljesen összeszerelve kerülnek kiszállításra, ezért külön előkészítést vagy élesítést nem igényelnek; a láda felnyitása és a védőburok felszakítása után elővéve azonnal felhasználhatóak.
Dobás előtt markoljuk át a kézigránátot úgy, hogy a mutatóujj a dobóbiztosíték felső részének barázdált domborulatán nyugodjon. Ez a biztosabb fogás elősegítésére szolgál, a gránát működésének előfeltétele ugyanis az, hogy elhajításkor a kereszttengelye körül forgó mozgást adjunk neki.
A bőr kioldónyelvnél fogva húzzuk ki a szállító biztosítékot, és a begyakorolt módon dobjuk el a gránátot. (A szabályzat ugyan a puska helyes tartásáról is intézkedik, de ez utóbbit valószínűleg csak a kiképzésen követelték meg a katonáktól.)
A levegőben kereszttengelye mentén forgó gránát dobóbiztosítékát a fellépő centrifugális erő eltávolítja a gránáttesttől, eközben lepörög a biztosító orsóról, majd annak végén megakadva az orsót kirántja a fészkéből és leválik. A dobóbiztosíték orsótartója által eddig összenyomott alsó és felső szelencék a centrifugális erő hatására eltávolodnak egymástól, vagyis a felső szelence kissé kiemelkedik a vezetőcsészéből, az eddig az orsó által félrenyomott és a csappantyúfészek oldalának feszülő csúcsú ütőszeg pedig a helyére billen. A szelencéket az ezzel felszerelt gránátoknál ekkor a vezetőrugó rögzíti ebben a helyzetben. A belső részek egysége ekkorra a burkolat felső és alsó éleinek ferde síkjain fekszik fel. Mindez a repülés első 2-6 méterén megy végbe.
Becsapódáskor a tehetetlenségi erő hatására a belső részek a burkolatnak ütődnek, amelynek kialakítása miatt ez bármely helyzetben azt eredményezi, hogy a ferde síkok mentén elcsúszva a felső szelence benyomódik a vezetőcsészébe, az ütőszeg a csappantyúba szúr, az beindítja a gyutacsot, ami pedig felrobbantja a trotil töltetet.
Ha a pörgés nem jön létre, a gránát ártalmatlanul esik a földre. Az ilyen kézigránátot kellő óvatossággal felszedve, az esetlegesen részben kicsavarodott dobóbiztosítékot visszacsavarva újra felhasználhatóvá tehetjük.
Előfordulhat, hogy a dobóbiztosíték ugyan lepörög és az orsót is kirántja a helyéről, de a szelencék nem távolodnak el egymástól. Ekkor az ütőszeg továbbra is a csappantyúfészek oldalának nyomódik. A gránát látszólag veszélytelen, ami arra sarkallhat hogy felszedve és a dobóbiztosítékot visszacsavarva újra használatba vegyük. A biztonság azonban csak látszólagos, a szelencék ugyanis az ütőszeg feszítése vagy a tehetetlenség miatt könnyen szétcsúszhatnak, és ekkor a kézigránát már egy ütődéstől is felrobbanhat.
Nem robban fel a kézigránát akkor sem, ha a becsapódáskor nem lép fel kellő nagyságú tehetetlenségi erő, ami különösen homokba vagy hóba való esésnél fordul elő. Az ilyen, levált dobóbiztosítékú gránát azonban rendkívül veszélyes, ütőszege ugyanis a csappantyú irányába mutat, ezért ütődésre, véletlen belerúgásra azonnal robbanhat. Gyakorlaton az ilyen gránátot annak megmozdítása nélkül egy 31 M. robbantókészlettel a legrövidebb időn belül meg kell semmisíteni.
Végül amennyiben a kézigránát robbanása a helyes dobás és a megfelelő földetérés ellenére is elmarad, a vakretesz helyzet áll elő. Ekkor a vakreteszemelő alsó nyúlványa elcsúszik a csappantyúhüvely ferde szélén, felső része pedig elengedi az ütőszeget, amelyet a csavarrugó kihúz a csappantyúból. Az ütőszegemelő felső vége kiemelkedik a felső szelence kivágásából, és beleakadva annak szélébe az ütőszeget biztonságos helyzetben rögzíti. A fel nem robbant gránát ilyenkor a legbiztonságosabb, felszedve és szétszerelve az ilyen kézigránát újra használatba vehető.
A kidobott gránátok burkolatának felső nyílásán benézve az ütőszegemelő helyzete jól látszik, így a szemrevételezést követően a valós helyzet ismeretében dönthetünk a továbbiakról.
Megjegyzendő, hogy a szigorú biztonsági előírások értelmében békében minden fel nem robbant kézigránát megsemmisítésre került, függetlenül attól, hogy a robbanás milyen okból maradt el. A biztonságosan felszedhető gránátok ismételt használatba vételét csak háborús helyzetben engedélyezték.

## Idegen szolgálatban
A 36 M. kézigránátot a honvédségen kívül a magyarok mellett harcoló német csapatok is szívesen használták, hivatalos átadásáról azonban nincs információ. Egészen más a helyzet Finnország esetében. A Szovjetunióval akkor még hadban nem álló Magyarország a Téli háború alatt más hadianyagokkal együtt kézigránátokat is szállított az északi országnak, akiknek hősies harcát akkoriban (a szovjetekkel éppen szövetségben álló Németország kivételével) szinte valamennyi európai állam támogatta.
Külön említést érdemel a svájci O. H-G. 40 (Offensiv-Handgranate 1940), amely nem egyszerűen importfegyver volt, hanem magyar licenc alapján Svájcban készült. Az alapkonstrukció teljesen megegyezik a késői magyar változattal, a svájci előírásnak megfelelően azonban három sárga csíkkal van ellátva. Az ezüstszínű, egy széles vörös sávval ellátott Manip. H-G Mod. O. H-G. 40 (Manipulierhandgranate 1940) gyakorló, az alumíniumból készült helyi fejlesztésű Wurfkörper Mod. O. H-G. 40 pedig oktató változat, mindkettő tömege megegyezik az éles kézigránátéval.

## A szolgálat vége
A honvédség korai kézigránáttípusai, a 31 M., 36 M. (Vécsey) és 37 M. (Demeter) kézigránátok nem késleltető gyújtóval készültek. Becsapódáskor robbantak, ami számos előnnyel járt: az ellenség nem dobhatta vissza őket; lejtős, vagy függőleges felületekre való dobásnál nem gurultak el; és ahogyan az a háború alatt kiderült, közelharcra is megfeleltek, mivel a támadó ellenséghez vágva is azonnal robbantak. Azonban hátrányaik is voltak. Fenti sajátosságaik miatt kevéssé voltak alkalmas erdei harcra, ahol nem mindig állt rendelkezésre elegendő hely a repülés közbeni élesítésre, vagy ahol fennállt a veszélye annak, hogy a faágaknak csapódva felrobbanó gránát a dobót is megsebzi, illetve páncélosok elleni vagy helységharcra, ahol a gránátot ablakon vagy csapóajtón kell beejteni. Erre a célra a német hadseregben is használatos késleltető gyújtós kézigránátok feleltek meg. A 36 M. kézigránát tervezője, Vécsey Zoltán százados 1942-ben mutatta be ezen szempontok szerint elkészített új gránátját, amelyet a következő évben rendszeresítettek is, de nagyobb számban már csak 1944-ben került a csapatokhoz a 42 M. (Vécsey) kézigránát. A korábbi típus azonban a háború végéig használatban maradt.